# Francesco Piemontesi
Francesco Piemontesi (Locarno, 7 de julio de 1983) es un pianista suizo que reside actualmente en Berlín.

## Biografía
Francesco Piemontesi, nacido en Locarno (Suiza) en 1983, empezó a tocar el piano a los cuatro años. Tras recibir clases de Nora Doallo, estudió con el Profesor Arie Vardi en la Universidad de Música y Teatro de Hannover. Paralelamente, ha asistido a clases magistrales con Alexis Weissenberg, Alfred Brendel y Cécile Ousset, quienes le han supuesto una valiosa fuente de inspiración. Entre los numerosos premios de que ha sido objeto en concursos internacionales, destaca el Clara Haskil de Vevey y el Queen Elisabeth de Bruselas. Además, ha obtenido el BBC Music magazine award de 2012.
Ha dado conciertos en muchos países europeos, en Asia y en Estados Unidos, y ha sido invitado a eventos internacional como los festivales BBC Proms, Edinburgh International Festival, Lucerne Festival, Festival de Aix-en-Provence y La Roque d’Anthéron. Ha actuado como solista con la London Philharmonic, la BBC Symphony, la City of Birmingham Symphony, la Orquesta Cleveland, la Orchestre Philharmonique de Radio France, la NHK Symphony y la Orchestre de la Suisse Romande, bajo la batuta de directores como Zubin Mehta, Roger Norrington, Charles Dutoit, Jiří Bělohlávek, Stanisław Skrowaczewski, Vladimir Ashkenazy, Ton Koopman, Sakari Oramo y David Afkham.

## Discografía
- Debussy : Préludes, Naïve Records, 2015
- Mozart : Piano works, Naïve Records, 2014
- Schumann | Dvorak : Piano concertos (BBC Symphony Orchestra, Jiří Bělohlávek), Naïve Records 2013[7]
- Frank Martin : Intégrale des Oeuvres pour Flûte (Emmanuel Pahud, Orchestre de la Suisse romande, Thierry Fischer), Musiques Suisses 2012[8]
- Recital Händel, Brahms, Bach, Liszt, Avanti classics 2010[9]
- Schumann : Piano works, Claves records 2009[10]